# Limassol Arena
La Limassol Arena  è un impianto polivalente situato a Kolossi, alla periferia della città di Limassol, nell'isola di Cipro. Lo stadio viene usato principalmente per le gare casalinghe di AEL Limassol, Apollōn Limassol e Arīs Limassol ed ha una capienza di 11 000 posti.

## Storia
L'impianto è stato finanziato dai tre club di Limassol (AEL Limassol, Apollōn Limassol e Arīs Limassol) e dalla Cyprus Sports Organisation. Quest'ultima ha preso parte al finanziamento del nuovo stadio a causa dei problemi strutturali dello Stadio Tsirio.
L'inaugurazione dell'impianto è avvenuta il 25 novembre 2022, mentre il 15 dicembre successivo si è disputato il primo match ufficiale tra Apollōn Limassol e Doxa Katōkopias, vinto per 1-0 dalla squadra di casa.
Il nome ufficiale dell'impianto è, per motivi di sponsorizzazione, Alphamega Stadium.